# Катастрофа Ту-124 под Наро-Фоминском
Катастрофа Ту-124 в Санино — крупная авиационная катастрофа, произошедшая 3 января 1976 года. Авиалайнер Ту-124В авиакомпании «Аэрофлот» выполнял внутренний рейс SU-2003 по маршруту Москва—Минск—Брест, но спустя 1 минуту и 5 секунд после взлёта из Внуково самолёт рухнул на деревню Санино и взорвался. Погибли все 61 человек на борту (56 пассажиров и 5 членов экипажа) и 1 человек на земле, ещё 1 человек на земле получил ранения.
На 2024 год это крупнейшая авиакатастрофа в истории города федерального значения Москва и вторая в истории самолёта Ту-124 (после катастрофы под Кирсановом).

## Самолёт
Ту-124В с бортовым номером 45037 (заводской — 2351002, серийный — 10-02) был выпущен Харьковским авиазаводом 29 января 1963 года, а 10 февраля передан Главному управлению гражданского воздушного флота, которое направило его в Минераловодский лётный отряд Северо-Кавказского управления ГВФ. 13 мая 1965 года авиалайнер был направлен в 1-й Минский авиаотряд Белорусского управления ГВФ. Изначально самолёт имел салон на 44 пассажирских места, но позже был переделан на 56-местный. На момент катастрофы 12-летний лайнер имел 17 014 часов налёта и 14 409 посадок.

## Экипаж
Самолёт пилотировал экипаж из 104-го лётного отряда, состав которого был:
Командир воздушного судна (КВС) — Игорь Гужев
Второй пилот — Виталий Сутормин
Бортмеханик — Владимир Пархомович
Штурман — Иван Семашко
В салоне самолёта работала стюардесса Тамара Ищенко

## Катастрофа
Ту-124В борт СССР-45037 в данный день должен был выполнить рейс 2003 из Москвы в Брест, с промежуточной посадкой в Минске. На борту находилось 5 членов экипажа и 56 пассажиров, то есть салон был заполнен полностью. В 10:04:06 Ту-124 оторвался от ВПП аэропорта Внуково и начал набор высоты, летя по магнитному курсу 242°. Небо в этот момент было полностью затянуто облаками с нижней границей 150 метров и дул западный ветер 5 м/с.
В 10:04:32 самолёт находился на высоте 200 метров, когда были убраны шасси и закрылки, установлен номинальный режим работы двигателей, а экипаж начал выполнять правый разворот в сторону Опалихи. Об этом экипаж доложил диспетчеру, на что получил команду на подъём до высоты 1500 метров. Однако подтверждения приёма команды не прозвучало. Диспетчер предпринял несколько попыток связаться с рейсом 2003, но они оказались безуспешны.
В начале выполнения правого разворота на высоте около 250 метров при скорости 340 км/ч пилоты увидели, что согласно показаниям авиагоризонтов правый крен самолёта начал возрастать. Тогда пилоты начали наклоном штурвалов влево уменьшать его. Ту-124 в этот момент летел в облаках, поэтому пилоты могли руководствоваться лишь показаниями авиагоризонтов, согласно которым правый крен продолжал расти, несмотря на попытки его уменьшить. Через некоторое время сработала сигнализация предельного крена, поэтому пилоты ещё больше стали отклонять штурвалы влево. Неожиданно лайнер вышел из облаков и экипаж тут осознал, что на самом деле самолёт несётся к земле с глубоким левым креном. Пилоты попытались вывести самолёт из сваливания, но малая высота и высокая вертикальная скорости не дали им успеть это сделать.
В 10:05:11, всего через 65 секунд после отрыва от полосы, летящий по курсу 220° Ту-124 на скорости около 550 км/ч и с вертикальной скоростью свыше 50 м/с под углом тангажа 20—30° с левым креном 80° врезался крылом в поле северней деревни Санино, разрушаясь и загоревшись, самолёт промчался по полю 225 метров, врезался в одноэтажный жилой дом, полностью разрушив его и повредив два соседних в 5400 м от торца ВПП аэропорта Внуково, взорвался и полностью разрушился, при взрыве обломки разбросало на 550 метров и 120 метров. Всего в катастрофе погибли 62 человека: все 5 членов экипажа и 56 пассажиров Ту-124, а также 74-летняя жительница деревни. Ещё один житель деревни получил травмы средней тяжести (ушиб головы). На момент событий это была крупнейшая катастрофа Ту-124, в настоящее время — вторая (после катастрофы под Кирсановом).

## Причины
Причиной катастрофы стали нарушения в показаниях авиагоризонтов ПП-1ПМ, которые на момент столкновения с землёй отличались от фактических на 120—134°, то есть если крен был 80° при ударе о землю, экипаж на авиагоризонтах видел крен 40—54° . Дезориентированный при полёте в облаках, экипаж в 10:04:39 вывел самолёт из правого крена, а через 11 секунд ввёл его в интенсивно увеличившийся левый. Когда левый крен превысил 32°, сработала сигнализация, но экипаж принял её за предупреждение о высоком правом крене. В конечном итоге произошло падение подъёмной силы, и самолёт вошёл в левую спираль, снижаясь с вертикальной скоростью до 50 м/с, а через 12 секунд врезался в землю.
По результатам расследования было установлено, что основные электрические системы самолёта работали исправно. Также авиагоризонты при проверке на земле перед взлётом функционировали нормально. Отклонение показаний началось после взлёта и происходило скачкообразно каждые 5 секунд на 6°. Никаких инструктажей по определению отказов авиагоризонтов с экипажем не проводилось. Из-за серьёзного разрушения конструкции и систем самолёта причина нарушений в работе авиагоризонтов не была установлена.